# ایفلدورف
ایفلدورف (به آلمانی: Iffeldorf) یک شهر در آلمان است که در بایرن واقع شده‌است.

## خصوصیات
ایفلدورف ۲۷٫۶۱ کیلومترمربع مساحت دارد ۶۰۳ متر بالاتر از سطح دریا واقع شده‌است.